# ベニー・アグバヤニ
ベンジャミン・ピーター・“ベニー”・アグバヤニ（Benjamin Peter "Benny" Agbayani , 1971年12月28日 - ）は、アメリカ合衆国ハワイ州ホノルル出身の元プロ野球選手（外野手）。右投右打。千葉ロッテマリーンズでの登録名は「ベニー」。

## 来歴

### MLB時代

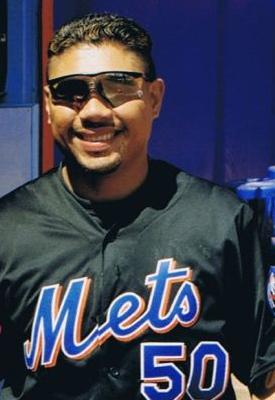
ニューヨーク・メッツ時代

1993年のMLBドラフト30巡目でニューヨーク・メッツに指名され契約。
1994年8月から1995年4月にかけてMLB史上最長のストライキが実施された影響で、1995年のスプリングトレーニングには球団フロントの命で代替選手として参加。そのため、MLB選手会からはスト破りを行った報復措置として、メジャー昇格後も選手会への加入を認められなかった。
1996年、ハワイ・ウィンターリーグに参加。所属したヒロ・スターズの監督はトレイ・ヒルマンであり、後にニューヨーク・メッツで同僚となる新庄剛志も派遣されていた。
1998年、メジャー初昇格。2000年に東京ドームで行われたシカゴ・カブスとの試合では代打満塁本塁打を記録している。
2002年にコロラド・ロッキーズに移籍。シーズン途中にはボストン・レッドソックスに移籍した。シーズンオフには、中日ドラゴンズがケビン・ミラーを獲得発表しながら、ウェイバー公示で紳士協定を破り入札したレッドソックス側から、ミラーの譲渡要求と、その代替選手としてベニーの名前が挙がったが、中日側が拒否したことで来日には至らなかった（いわゆるケビン・ミラー問題。その後、中日はミラーの代わりとしてアレックス・オチョアを獲得）。
2003年は、カンザスシティ・ロイヤルズ傘下の3Aオマハで.238、16本、OPS.784の成績に終わり、MLB昇格はならなかった。同年オフ、ボビー・バレンタインが9年ぶりに一軍監督として復帰する千葉ロッテマリーンズに入団することが決まる。背番号は50。

### ロッテ時代
2004年の開幕戦となる対西武ライオンズ戦（西武ドーム）に5番・左翼手で先発出場し、初回の来日初打席で西武先発の松坂大輔からタイムリーヒットを記録。キャンプ中から前年韓国で56本塁打を放った実績を引っさげて来日した李承燁に注目が集まっていたが、李は日本野球への適応に苦しみ、わずか1ヶ月で二軍に降格。一方ベニーは打率3割を上回る好調な打撃を維持し、5月には4番の座を奪取。日替わり打線の中でベニーだけはシーズン終了まで不動の4番として定着し、最終的にチーム三冠となる打率.315、35本塁打、100打点、さらに両リーグ最多の86四球も記録してシーズンを終えた。また守備・走塁の面でも外国人としては期待以上の動きを見せ、8月からは中堅手のレギュラーとして活躍し、チームトップの8盗塁を記録した。しかし、ベストナインはSHINJO、谷佳知、和田一浩に敗れて選出されなかった。
2005年は4月6日と8日に2試合連続満塁本塁打を放つ（2003年のタフィ・ローズ（近鉄）以来日本プロ野球史上5人目、パ・リーグ史上4人目）など活躍するが、故障が目立ち夏場に離脱。ベニーと同じく外国人で外野を守れる選手がマット・フランコ、ヴァル・パスクチ、李承燁と3人もいたこともあり、シーズン終盤はレギュラーを再獲得するまでには至らなかった。最終的に98試合の出場に終わり、規定打席にも到達せず前年を下回る成績に終わった。プレーオフ、日本シリーズ、アジアシリーズではほとんどの試合に6番でスタメン出場し、アジアシリーズでは9打点と活躍しMVPを獲得した。
2006年はワールド・ベースボール・クラシック日本代表のエキシビションゲームにおいて、12球団選抜チームの4番を務めた。レギュラーシーズンでも7月まで4番の座を守ったが、この年も夏場に離脱。里崎智也に4番を譲る形となった。足の故障から半分以上が指名打者としての出場だったが2年ぶりに規定打席に到達し、打率.281、17本塁打、65打点を記録した。
2007年は交流戦では首位打者を獲得した。故障の影響で122試合の出場で打率.272、13本塁打、51打点に留まった。
2008年も故障や不振の影響で97試合の出場に終わり、本塁打も5本にとどまり、規定打席に到達することなくシーズンを終えた。
2009年も前年と同様の起用法がなされ、バレンタイン監督の退任が決まると同時にベニーもチーム構想から外れた。バレンタインの計らいで9月27日の対オリックス・バファローズ戦が「引退試合」となり、2回裏に山本省吾から勝ち越しのソロ本塁打を打った直後の3回、早川大輔と交代。場内アナウンスで、「ベニー選手、ただ今の打席がマリーンズでの最終打席となりました」と、ファンに向けて唐突に退団が明かされた。結局95試合の出場に終わった。10月7日、チェイス・ランビンとゲイリー・バーナム・ジュニアと共に退団が発表され、現役を引退した。

### 引退後
故郷のオアフ島で、高校の教育アシスタントをしていた。2016年にサブロー、2019年に福浦和也の引退試合にビデオメッセージを送り、ファンに健在をアピールした。
現在はハワイアン航空職員として働いており、同航空会社の公式Twitterに登場した。また、2018年に千葉ロッテマリーンズがハワイアン航空とパートナーシップ契約を締結したことに伴い、ハワイアン航空側の広報として度々謎の魚（ロッテのマスコット）とコラボレーションを行っている。

## 選手としての特徴
パワーに加えて柔軟性もある打撃が特徴。外に逃げる変化球にバットがしっかりと止まるため三振が少なく、チームプレーに徹した打撃もできる。また、接戦や試合終盤での勝負強さに定評があり、2006年は1点差以内の得点圏打率が4割を超え、9回の打率は.394を記録した。守備も悪くなく2004年当初は中堅手の起用が多かったが、故障の影響もあり翌年以降は左翼手や指名打者での起用が増えた。
後年は長打力に衰えが見られたが、通算613安打は球団の外国人野手としては歴代4位であり、在籍6年は千葉移転後の最長記録である。

## 人物
性格は温厚で、頭部付近に危険球が来ても基本的には何事もなかったかのようにやり過ごしていた。ただし、以下のように例外もある。
- 2006年に本柳和也から死球を受けた際には、ベニーがヘルメットを地面に叩きつけあわや乱闘という状況になった。だが本柳の降板後、ベニーが相手ベンチ裏へ謝罪に向かい、握手を交わしたとのこと[13]。
- 2008年9月24日の埼玉西武ライオンズ戦の4回表の攻撃では、里崎智也、フリオ・ズレータが死球を受け、さらにベニーがこのイニング3つ目の死球を受けた。これにはベニーも怒り、相手捕手の細川亨を首投げしたことから、両チーム総出の大乱闘に発展。ベニーは暴力行為で退場処分を受けた[14]。なおベニーは試合後に細川に謝罪し、和解している。

ハワイ出身にちなみ、「ハワイアン・パンチ（Hawaiian Punch）」の愛称で親しまれていた。背番号50は、ハワイ州がアメリカ合衆国50番目の州であることに由来している。ロッテ入団時には本人の希望もあり、当時背番号50を着けていた浅間敬太から譲ってもらう。ロッテでの応援歌はハワイ民謡の『アロハ・オエ』が原曲。
メッツ時代、2001年のシーズンにチームメイトだった新庄剛志と共に「チームの注目選手」として抜擢され、球団テレビCMで共演している。
ロッテ在籍中にチームメートの福浦和也の野球に取り組む姿勢に感銘を受け、誕生した息子のミドルネームに「カズヤ」と名付けた。その息子ブルーインは2025年のMLBドラフトの指名候補に入った。ただし、順位次第ではミシガン大学へ進学する予定。

## 詳細情報

### 年度別打撃成績
| 年 度    | 球 団    | 試 合 | 打 席 | 打 数 | 得 点 | 安 打 | 二 塁 打 | 三 塁 打 | 本 塁 打 | 塁 打 | 打 点 | 盗 塁 | 盗 塁 死 | 犠 打 | 犠 飛 | 四 球 | 敬 遠 | 死 球 | 三 振 | 併 殺 打 | 打 率 | 出 塁 率 | 長 打 率 | O P S |
| -------- | -------- | ----- | ----- | ----- | ----- | ----- | -------- | -------- | -------- | ----- | ----- | ----- | -------- | ----- | ----- | ----- | ----- | ----- | ----- | -------- | ----- | -------- | -------- | ----- |
| 1998     | NYM      | 11    | 16    | 15    | 1     | 2     | 0        | 0        | 0        | 2     | 0     | 0     | 2        | 0     | 0     | 1     | 0     | 0     | 5     | 1        | .133  | .188     | .133     | .321  |
| 1999     | NYM      | 101   | 314   | 276   | 42    | 79    | 18       | 3        | 14       | 145   | 42    | 6     | 4        | 0     | 3     | 32    | 4     | 3     | 60    | 8        | .286  | .363     | .525     | .888  |
| 2000     | NYM      | 119   | 414   | 350   | 59    | 101   | 20       | 1        | 15       | 168   | 60    | 5     | 5        | 0     | 3     | 54    | 2     | 7     | 68    | 6        | .289  | .391     | .480     | .871  |
| 2001     | NYM      | 91    | 339   | 296   | 28    | 82    | 14       | 2        | 6        | 118   | 27    | 4     | 5        | 1     | 1     | 36    | 0     | 5     | 73    | 11       | .277  | .364     | .399     | .763  |
| 2002     | COL      | 48    | 128   | 117   | 10    | 24    | 5        | 0        | 4        | 41    | 19    | 0     | 0        | 0     | 1     | 10    | 0     | 0     | 35    | 4        | .205  | .266     | .350     | .616  |
| 2002     | BOS      | 13    | 43    | 37    | 5     | 11    | 1        | 0        | 0        | 12    | 8     | 1     | 0        | 0     | 0     | 6     | 1     | 0     | 5     | 1        | .297  | .395     | .324     | .720  |
| '02計    | BOS      | 61    | 171   | 154   | 15    | 35    | 6        | 0        | 4        | 53    | 27    | 1     | 0        | 0     | 1     | 16    | 1     | 0     | 40    | 5        | .227  | .298     | .344     | .642  |
| 2004     | ロッテ   | 130   | 552   | 457   | 89    | 144   | 31       | 1        | 35       | 282   | 100   | 8     | 1        | 0     | 4     | 86    | 12    | 5     | 77    | 10       | .315  | .426     | .617     | 1.043 |
| 2005     | ロッテ   | 98    | 389   | 351   | 49    | 95    | 22       | 0        | 13       | 156   | 71    | 1     | 1        | 0     | 3     | 34    | 0     | 1     | 51    | 15       | .271  | .334     | .444     | .779  |
| 2006     | ロッテ   | 118   | 473   | 417   | 59    | 117   | 18       | 1        | 17       | 188   | 65    | 4     | 3        | 0     | 4     | 49    | 0     | 3     | 72    | 17       | .281  | .357     | .451     | .808  |
| 2007     | ロッテ   | 122   | 454   | 390   | 45    | 106   | 21       | 0        | 13       | 166   | 51    | 7     | 4        | 0     | 3     | 53    | 1     | 8     | 86    | 12       | .272  | .368     | .426     | .793  |
| 2008     | ロッテ   | 97    | 323   | 279   | 35    | 79    | 12       | 3        | 5        | 112   | 42    | 3     | 1        | 0     | 1     | 42    | 0     | 1     | 51    | 8        | .283  | .378     | .401     | .779  |
| 2009     | ロッテ   | 95    | 320   | 272   | 23    | 72    | 14       | 1        | 7        | 109   | 31    | 0     | 3        | 0     | 3     | 44    | 1     | 1     | 59    | 8        | .265  | .366     | .401     | .767  |
| MLB：5年 | MLB：5年 | 383   | 1254  | 1091  | 145   | 299   | 58       | 6        | 39       | 486   | 156   | 16    | 16       | 1     | 8     | 139   | 7     | 15    | 246   | 31       | .274  | .362     | .445     | .807  |
| NPB：6年 | NPB：6年 | 660   | 2511  | 2166  | 300   | 613   | 118      | 6        | 90       | 1013  | 360   | 23    | 13       | 0     | 18    | 308   | 14    | 19    | 396   | 70       | .283  | .374     | .468     | .842  |

- 各年度の太字はリーグ最高

### 年度別守備成績
| 年 度    | 球 団    | 左翼 (LF) | 左翼 (LF) | 左翼 (LF) | 左翼 (LF) | 左翼 (LF) | 左翼 (LF) | 中堅 (CF) | 中堅 (CF) | 中堅 (CF) | 中堅 (CF) | 中堅 (CF) | 中堅 (CF) | 右翼 (RF) | 右翼 (RF) | 右翼 (RF) | 右翼 (RF) | 右翼 (RF) | 右翼 (RF) | 外野 (OF) | 外野 (OF) | 外野 (OF) | 外野 (OF) | 外野 (OF) | 外野 (OF) |
| 年 度    | 球 団    | 試 合     | 刺 殺     | 補 殺     | 失 策     | 併 殺     | 守 備 率  | 試 合     | 刺 殺     | 補 殺     | 失 策     | 併 殺     | 守 備 率  | 試 合     | 刺 殺     | 補 殺     | 失 策     | 併 殺     | 守 備 率  | 試 合     | 刺 殺     | 補 殺     | 失 策     | 併 殺     | 守 備 率  |
| -------- | -------- | --------- | --------- | --------- | --------- | --------- | --------- | --------- | --------- | --------- | --------- | --------- | --------- | --------- | --------- | --------- | --------- | --------- | --------- | --------- | --------- | --------- | --------- | --------- | --------- |
| 1998     | NYM      | 2         | 1         | 0         | 0         | 0         | 1.000     | 1         | 0         | 0         | 0         | 0         | ----      | 6         | 5         | 0         | 0         | 0         | 1.000     | -         | -         | -         | -         | -         | -         |
| 1999     | NYM      | 4         | 6         | 0         | 0         | 0         | 1.000     | 47        | 49        | 1         | 1         | 0         | .980      | 45        | 66        | 1         | 1         | 0         | .985      | -         | -         | -         | -         | -         | -         |
| 2000     | NYM      | 3         | 9         | 0         | 0         | 0         | 1.000     | 102       | 142       | 3         | 3         | 0         | .980      | 12        | 9         | 0         | 1         | 0         | .900      | -         | -         | -         | -         | -         | -         |
| 2001     | NYM      | -         | -         | -         | -         | -         | -         | 84        | 123       | 1         | 6         | 0         | .954      | -         | -         | -         | -         | -         | -         | -         | -         | -         | -         | -         | -         |
| 2002     | COL      | -         | -         | -         | -         | -         | -         | 37        | 52        | 1         | 0         | 0         | 1.000     | -         | -         | -         | -         | -         | -         | -         | -         | -         | -         | -         | -         |
| 2002     | BOS      | 1         | 1         | 0         | 0         | 0         | 1.000     | 11        | 20        | 1         | 1         | 0         | .955      | 3         | 3         | 0         | 0         | 0         | 1.000     | -         | -         | -         | -         | -         | -         |
| '02計    | BOS      | 1         | 1         | 0         | 0         | 0         | 1.000     | 48        | 72        | 2         | 1         | 0         | .987      | 3         | 3         | 0         | 0         | 0         | 1.000     | -         | -         | -         | -         | -         | -         |
| 2004     | ロッテ   | -         | -         | -         | -         | -         | -         | -         | -         | -         | -         | -         | -         | -         | -         | -         | -         | -         | -         | 122       | 205       | 4         | 2         | 0         | .991      |
| 2005     | ロッテ   | -         | -         | -         | -         | -         | -         | -         | -         | -         | -         | -         | -         | -         | -         | -         | -         | -         | -         | 74        | 92        | 2         | 2         | 0         | .979      |
| 2006     | ロッテ   | -         | -         | -         | -         | -         | -         | -         | -         | -         | -         | -         | -         | -         | -         | -         | -         | -         | -         | 45        | 57        | 2         | 1         | 0         | .983      |
| 2007     | ロッテ   | -         | -         | -         | -         | -         | -         | -         | -         | -         | -         | -         | -         | -         | -         | -         | -         | -         | -         | 91        | 129       | 4         | 2         | 0         | .985      |
| 2008     | ロッテ   | -         | -         | -         | -         | -         | -         | -         | -         | -         | -         | -         | -         | -         | -         | -         | -         | -         | -         | 54        | 63        | 0         | 0         | 0         | 1.000     |
| 2009     | ロッテ   | -         | -         | -         | -         | -         | -         | -         | -         | -         | -         | -         | -         | -         | -         | -         | -         | -         | -         | 39        | 46        | 2         | 0         | 0         | 1.000     |
| MLB：5年 | MLB：5年 | 10        | 17        | 0         | 0         | 0         | 1.000     | 282       | 386       | 7         | 11        | 0         | .973      | 66        | 83        | 1         | 2         | 0         | .977      | -         | -         | -         | -         | -         | -         |
| NPB：6年 | NPB：6年 | -         | -         | -         | -         | -         | -         | -         | -         | -         | -         | -         | -         | -         | -         | -         | -         | -         | -         | 425       | 592       | 14        | 7         | 0         | .989      |

### 表彰
NPB
- アジアシリーズMVP：1回 （2005年）

### 記録
NPB初記録
- 初出場・初先発出場：2004年3月27日、対西武ライオンズ1回戦（西武ドーム）、5番・左翼手として先発出場
- 初打席・初安打・初打点：同上、1回表に松坂大輔から中前適時打
- 初本塁打：2004年3月30日、対大阪近鉄バファローズ2回戦（大阪ドーム）、9回表にヘクター・カラスコから左越ソロ
- 初盗塁：2004年4月6日、対北海道日本ハムファイターズ2回戦（千葉マリンスタジアム）、2回裏に二盗（投手：ライアン・ループ、捕手：髙橋信二）

### 背番号
- 39 （1998年）
- 50 （1999年 - 2002年、2004年 - 2009年）

## 関連情報

### 出演
CM
- ニューヨーク・メッツ （2001年） - 共演：新庄剛志、神田瀧夢。